# Oxymacaria panagraria
Oxymacaria panagraria är en fjärilsart som beskrevs av Walker 1866. Oxymacaria panagraria ingår i släktet Oxymacaria och familjen mätare. Inga underarter finns listade i Catalogue of Life.